# Ewa Juszko-Pałubska
Ewa Jolanta Juszko-Pałubska (ur. 9 kwietnia 1948 w Szczecinie, zm. 16 lipca 2018 w Piotrkowie Trybunalskim) – polska adwokat, w latach 80. obrońca w procesach działaczy podziemnej „Solidarności”.

## Życiorys
Córka Jana i Krystyny. Ukończyła studia prawnicze na Wydziale Prawa Uniwersytetu Łódzkiego. Uzyskała uprawnienia adwokackie. Od końca lat 70. była członkiem zespołu adwokackiego w Piotrkowie Trybunalskim. W okresie stanu wojennego była obrońcą w procesach przeciwko działaczom zdelegalizowanego NSZZ „Solidarność”. W 1985 została skazana na pięć lat pozbawienia wolności za płatną protekcję, a rok potem karę zamieniono na cztery lata więzienia. Do 1992 była pozbawiona prawa wykonywania zawodu adwokata. Powróciła do niego w 1993 (w tym roku została ułaskawiona przez prezydenta Lecha Wałęsę).
W 2009 została odznaczona Krzyżem Oficerskim Orderu Odrodzenia Polski, a w 2016 Krzyżem Wolności i Solidarności.
Zmarła 16 lipca 2018. Została pochowana 19 lipca 2018 na Starym Cmentarzu Rzymskokatolickim w Piotrkowie Trybunalskim.
Była matką Michała Pałubskiego.